# 미카엘 사무엘손 (아이스하키 선수)
칼 미카엘 사무엘손(스웨덴어: Karl Mikael Samuelsson, 1976년 12월 23일 ~ )은 스웨덴의 은퇴한 아이스하키 선수로 포지션은 라이트윙이다. 현역 시절에 주로 스웨덴과 내셔널 하키 리그(NHL)에서 선수 생활을 보냈다. IFK 마리에프레드 유소년팀에서 아이스하키에 입문했으며, 1994년 쇠데르텔리에 SK 유소년팀에서 본격적으로 선수 생활을 시작했다. 그는 IK 뉘셰핑, 프뢸룬다 HC, 브뤼네스 IF에서 뛰었으며, 1998년 NHL 드래프트에서 전체 145위로 산호세 샤크스에게 지명된 후 2000-01 시즌에 본격적으로 NHL 선수 생활을 시작했다. 2004-05 NHL 록아웃 기간에 다시 유럽으로 돌아오기 전까지 산호세 샤크스, 뉴욕 레인저스, 피츠버그 펭귄스, 플로리다 팬서스 소속으로 활동했다. NHL 시즌이 재개되자 디트로이트 레드윙스에 입단하여 활약했으며, 2008년에 스탠리 컵 우승을 차지했다. 디트로이트에서 시즌 4번 보낸 후 2009년에 밴쿠버 커넉스로 이적했다. 그는 밴쿠버에서 뛰면서 2009-10 시즌과 2010-11 시즌 연속으로 50포인트 이상을 득점하면서 성공적인 시즌을 보냈다. 이후 입단 3년 차에 과거에 뛰었던 플로리다로 트레이드 되었다. 시즌이 끝날 무렵인 2012년 여름에 디트로이트 레드윙스에 재입단 한 후 2014년에 NHL 경력을 마쳤다. 이후 1시즌 동안 스웨덴의 유르고르덴 IF에서 뛴 후 은퇴했다.
스웨덴 국가대표팀의 일원으로 활약하여 2004년부터 2006년까지 국제 A매치 36경기 출전했다. 2006년 동계 올림픽과 2006년 세계 선수권 대회에서 금메달을 획득하면서 트리플 골드 클럽에 가입했다.